# Буркхард фон Щайн
Буркхард фон Щайн (на немски: Burkhard von Stein Vogt von Biburg;† сл. 1198) е благородник от фамилията Щайн (от Алтманщайн) и фогт на манастир Бибург в Долна Бавария. Споменат е през 1139 г.
Той е син на Улрих фон Щайн († 1165), фогт на Бибург, и съпругата му Хайлика фон Мозбург († 10 декември), дъщеря на Буркхард III фон Мозбург († сл. 1133). Внук е на Хайнрих фон Щайн, господар на Зитлинг и Бибург († ок. 12 май 1132) и Берта фон Ратценхофен († сл. 1133), наследничка на замък Бибург. Правнук е на Гимолд фон Щайн († сл. 1050). Роднина е на Св. Еберхард фон Бибург архиепископ на Залцбург (1147 – 1164). Сестра му Берта фон Щайн се омъжва за Гебхард I фон Хоенбург († 1181 или 1182).

## Фамилия
Буркхард фон Щайн се жени за Хелена (Аделайда) († ок. 1170). Те имат един син:
- Хайнрих III фон Щайн († сл. 1230), фогт на манастир Бибург, женен за Хедвиг; имат:
  - дъщеря († сл. 1225), омъжена за Алтман II фон Абенсберг († сл. 1241), фогт на Бибург